# Hadnagy Albert
Hadnagy Albert (Székelyudvarhely, 1901. január 21. – Szekszárd, 1967. május 26.) történész, a Szekszárdi Levéltár igazgatója (1926. július 1. - 1967.).

## Élete
A Háromszék vármegyei Dálnokon, Dózsa György szülőhelyén látta meg a napvilágot 1901. január 21-én, a család ötödik gyermekeként. Édesapja, Hadnagy Pál postamester, édesanyja Szervátiusz Lenke tanítónő volt.
Erdélyből induló és egyetemi éveiben modern tudós- és tanárképző Eötvös József Collegiumban diplomázó történelemtanár és onnan Tolna megye főlevéltárnokaként Szekszárdra érkező Hadnagy Albert egyike volt a hazai levéltárosi kar tagjainak. A Tolna Megyei Levéltár fejlesztésére irányuló tevékenysége különösképp akkor bizonyult a legtermékenyebbnek, amikor a világháborús cselekmények feldúlta levéltárának újbóli rendezésébe fogott, valamint akkor, amikor a háborús levéltári és könyvtári pusztítások után könyvtári és levéltári begyűjtést végzett a megyében. Történelmi érdeklődése Liszt Ferenc Tolna vármegye] szereplése és Háry János legendája mögött húzódó történeti valóság felé vitte.

## Tanulmányai, életpályája
Az elemi iskola elvégzése után a középiskoláit a sepsiszentgyörgyi Székely Mikó Kollégiumban végezte el és ott érettségizett 1919-ben, kitűnő eredménnyel. 1920 nyarán, sok megpróbáltatást követően érkezett Budapestre, ahol bejutott az Eötvös József Collegiumba, állami ingyenes helyre, kitüntetéses érettségi bizonyítványának köszönhetően. Tanulmányait késedelem nélkül végezte el és az 1924. év júniusában tanári szakvizsgának, majd ezt követően a bölcsésztudori szigorlatnak is eleget tett. Kiváló előmenetelére való tekintettel - az egyetem elvégzése után - állami ösztöndíjjal kiküldték a bécsi Magyar Történeti Intézetbe, ahol részben az egyetemi tanulmányait folytatta, részben a bécsi Statsarchivban végzett levéltári kutatásokat. Itt többek között összegyűjtötte az 1790/91. évi erdélyi országgyűlés levéltári adatait. Károlyi Árpád történetírónak a megbízásából pedig részt vett a Batthyány-kormány okirattárának gyűjtési és másolási munkálataiban. Szekfű Gyula munkatársaként - az ő megbízásából elkészítette a "Magyar államnyelv" c. munkájának az indexét. 1926. július 1. napjától kinevezték Tolna vármegye főlevéltárosává.

## Munkássága
Válogatás Dr. Hadnagy Albert munkáiból:
- Jegyzetek Rácegrespuszta múltjához
- A török világ Őcsényben
- II. Rákóczi Ferenc és kora a Szekszárdi Állami Levéltár iratainak tükrében
- Tanulmányok Tolna megye parasztságának XVIII. századi történetéből
- Boszorkányság, babonaság, betyárság Tolna megyében a XVIII-XIX. században
- Ki volt Háry János?
- Szekszárd város küzdelme a gimnáziumért (1793-1813)
- Gróf Leiningen-Westerburg Károly életrajza
- Damjanich János tábornok búcsúlevele
- Tolna megye szabadságharcos népköltészeti hagyományai
- Eredeti Madách-levél a Szekszárdi Állami Levéltárban
- Tolna vármegye levéltárának pusztulása a második világháború során
- Önmarcangolásunk történelemhamisítás

## Emlékezete
2013 áprilisától a szekszárdi önkormányzat döntése alapján a korábbi Népfront utca  Hadnagy Albert nevét viseli. 